# B・K・S・アイアンガー

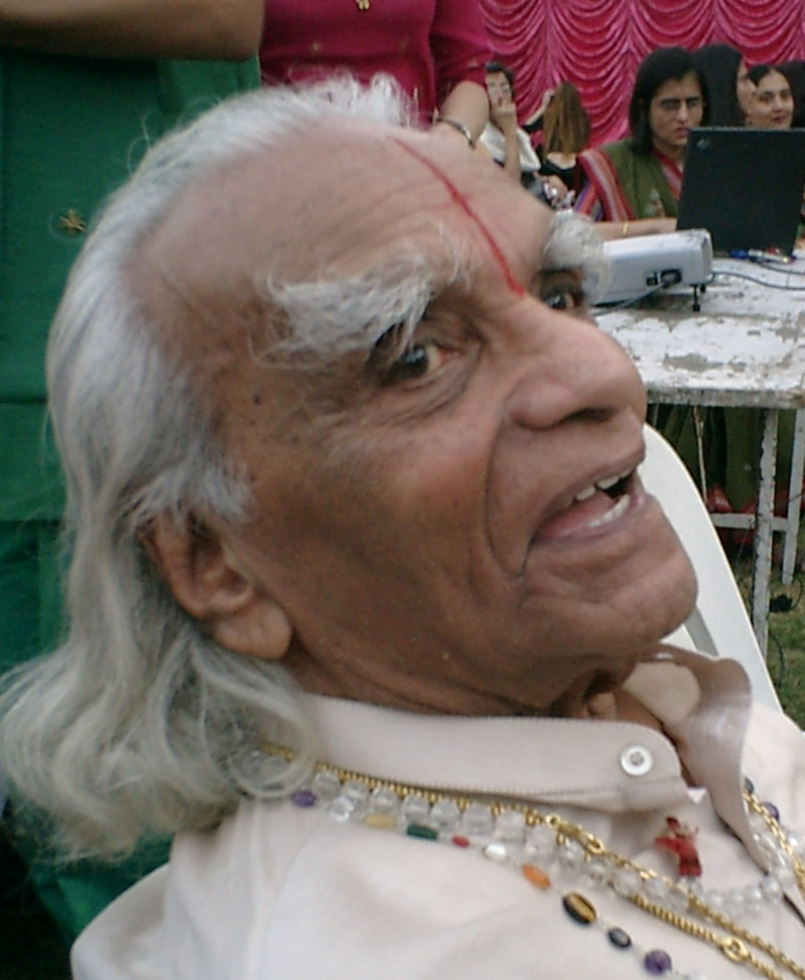
B.K.S.アイアンガー

B・K・S・アイアンガー（B.K.S. Iyengar、Bellur Krishnamachar Sundararaja Iyengar、1918年12月14日 - 2014年8月20日）は、インドの人物で、アイアンガーヨーガの創始者。

## 来歴

### 少年時代
B・K・S・アイアンガーは1918年12月14日にカルナータカ州の貧しい家に生まれ、厳しい幼年期を過ごした。当時、家族が住んでいたインドのベッラー市は流行性インフルエンザが猛威を振るっていたため、生まれた時からとても弱い子供であった。マラリア、結核、腸チフスと栄養失調など様々な病気に悩まされた上、9歳に父親が亡くなった。
15歳の時、現代ヨーガの父と言われるクリシュナマチャーリヤの下でヨーガのアーサナ修行を始めた。アイアンガーの健康状態は徐々に改善し、少年期に患っていた病気がすべて治ったという。
その後、クリシュナマチャリアの激励を受け、1937年にインドのプーナ市に移動しヨーガの指導を始めた。アイアンガーはプーナで勉強と研究を重ね、指導の方法などを磨いた。指導方法の上達につれて生徒が増え、彼の評判は広まっていった。1943年に、兄弟の紹介により、ラママニと結婚した。

### 国際的支持
アイアンガーは1952年に世界的に有名なヴァイオリニストのイェフディ・メニューインと出会い、友人になった。その後、メニューインの手配により、ロンドン、スイス、パリなど世界各地でヨーガを教えることになった。そして1966年にアイアンガーは『ハタヨガの真髄』 (Light on Yoga) を著作し、それが国際的なベストセラーとなった。次第にアイアンガーヨーガはアメリカやヨーロッパで最も練習されるヨーガのひとつとなった。
アイアンガーはプーナで亡くなった妻の記念として、1975年にラママナ・アイアンガー・メモリアル・ヨーガ研究所を設立した。1984年に指導から公式引退したものの、特別クラスを指導したり本の著作活動などを続け、ヨーガを世界に広めることに努めていた。
2014年8月20日にマハーラーシュトラ州プーナで死去。95歳没。

## 著作
- B.K.S. Iyengar, Light on Yoga, Schocken Books; Revised edition (January 3, 1995), trade paperback, 544 pages, ISBN 0-8052-1031-8
- B.K.S. Iyengar, Light on Pranayama, Crossroad/Herder & Herder; (June 1995), trade paperback, 320 pages, ISBN 0-8245-0686-3
- B.K.S. Iyengar, Light on the Yoga Sutras of Patanjali, South Asia Books; 1 edition (August 1, 1993), trade paperback, 337 pages, ISBN 1-85538-225-3